# NGC 4436
NGC 4436 је лентикуларна галаксија у сазвежђу Девица која се налази на NGC листи објеката дубоког неба.
Деклинација објекта је + 12° 18' 57" а ректасцензија 12h 27m 41,3s. Привидна величина (магнитуда) објекта NGC 4436 износи 13,1 а фотографска магнитуда 14,1. Налази се на удаљености од 16,8300 милиона парсека од Сунца. NGC 4436 је још познат и под ознакама UGC 7573, MCG 2-32-66, CGCG 70-96, VCC 1036, PGC 40903.